# Czinder Károly
Czinder Károly (1867. – Budapest, 1905. április 4.) cipészsegéd, szociáldemokrata szakszervezeti vezető.

## Élete
Czinder Sándor és Molitorisz Zsuzsanna gyermeke, felesége Sebestyén Mária volt. A 19. század utolsó előtti évtizedében a Magyarországi Általános Munkáspárt vezetőségével szemben álló radikális pártellenzék egyik vezetője volt, s a cipészszakszervezet funkcionáriusa is egyben. Ez idő tájt az általa létrehozott Cipész c. szaklapot szerkesztette. 1890-ben belépett az MSZDP-be. Az 1890-es években kezdetben Engelmann Pál, majd a Silberberg Ignác által vezetett radikális pártellenzékhez csatlakozott. 1897 végén rövid időn át az MSZDP vezetőségének volt tagja. 1896-ban a dunapataji választókerületben indult a választásokon, ám csak 14 szavazatot szerzett. Az 1900-as évek elején cipőfelsőrész-készítők szakszervezetének vezetőségéhez tartozott, később művezető volt a Budapesti Cipészek Termelő Szövetkezetében. 1901-től újra A Cipész felelős szerkesztőjeként tevékenykedett.